# Amiota huae
Amiota huae är en tvåvingeart som beskrevs av Chen och Gao 2005. Amiota huae ingår i släktet Amiota och familjen daggflugor. Inga underarter finns listade i Catalogue of Life.